# Lipotriches bombayensis
Lipotriches bombayensis là một loài Hymenoptera trong họ Halictidae. Loài này được Cameron mô tả khoa học năm 1908.